# Кервилл (Техас)
Кервилл (англ. Kerrville) — город в штате Техас (США), расположенный примерно в 100 км северо-западнее Сан-Антонио и в 140 км западнее Остина. Кервилл является окружным центром округа Керр. Согласно Бюро переписи населения США, по переписи 2010 года население Кервилла составляло 22 347 человек.

## История

Расположение Керрвилла в округе Керр, а также округа Керр в штате Техас

Первое временное поселение на месте нынешнего Кервилла возникло в 1846 году, когда там в течение нескольких месяцев жили десять работников во главе с Джошуа Брауном, которые заготавливали гонт из кипарисовых деревьев. В 1848 году они вернулись на то же место и основали поселение, которое было названо Браунсборо (Brownsborough). В 1856 году был сформирован округ Керр, названный в честь Джеймса Керра, участника Техасской революции и одного из первых поселенцев. После этого по предложению Брауна поселение было переименовано в Керсвилл (Kerrsville), а затем получило его нынешнее название — Кервилл. Оно же и стало окружным центром округа Керр.
В 1887 году к Кервиллу была проведена железная дорога San Antonio and Aransas Pass Railway. В 1889 году Кервилл официально получил статус города, и его первым мэром стал Джозеф Альберт Тайви (Joseph Albert Tivy).
В XX веке население Кервилла неуклонно увеличивалось: если в 1900 году в городе проживало 1423 человека, то в 2000 году — 20 425 человек.

## Население
Согласно переписи населения 2010 года, в Кервилле проживали 22 347 человек, включая 9400 домашних хозяйств.
Расовый состав:
- 86,3 % белых
- 3,1 % чёрных и афроамериканцев
- 0,6 % коренных американцев
- 0,9 % азиатов
- 6,7 % других рас
- 2,4 % принадлежащих к двум или более расам

Доля латиноамериканцев и испаноязычных жителей любых рас составила 27,4 %.
Возрастное распределение: 19,3 % младше 18 лет (из них 5,4 % младше 5 лет), 54,4 % от 18 до 64 лет, и 26,3 % возраста 65 лет и старше. Средний возраст — 45,7 лет. На каждые 100 женщин было 90,6 мужчин (то есть 52,5 % женщин и 47,5 % мужчин).

## География
Кервилл расположен в Техасском холмогорье, примерно в 100 км северо-западнее Сан-Антонио и в 140 км западнее Остина. Через него протекает река Гуадалупе.

## Климат
Согласно классификации климатов Кёппена, климат Кервилла относится к типу Cfa — влажный субтропический климат.
| Показатель                    | Янв.  | Фев.  | Март  | Апр. | Май  | Июнь | Июль | Авг. | Сен. | Окт. | Нояб. | Дек. | Год   |
| ----------------------------- | ----- | ----- | ----- | ---- | ---- | ---- | ---- | ---- | ---- | ---- | ----- | ---- | ----- |
| Абсолютный максимум, °C       | 32,8  | 35,0  | 37,8  | 39,4 | 40,0 | 39,4 | 43,3 | 42,2 | 40,6 | 37,2 | 33,9  | 31,7 | 43,3  |
| Средний суточный максимум, °C | 16,1  | 17,9  | 21,9  | 25,6 | 28,6 | 32,2 | 34,1 | 34,6 | 31,4 | 26,7 | 20,5  | 16,8 | 25,5  |
| Средняя температура, °C       | 8,4   | 10,2  | 14,1  | 18,2 | 21,9 | 25,6 | 27,0 | 27,0 | 24,1 | 18,9 | 12,9  | 9,2  | 18,1  |
| Средний суточный минимум, °C  | 0,7   | 2,4   | 6,4   | 10,9 | 15,2 | 18,9 | 19,9 | 19,4 | 16,8 | 11,1 | 5,4   | 1,6  | 10,7  |
| Абсолютный минимум, °C        | −21,7 | −20,6 | −12,8 | −3,9 | −0,6 | 4,4  | 10,6 | 7,2  | 1,7  | −5,6 | −11,7 | −20  | −21,7 |
| Норма осадков, мм             | 38    | 46    | 46    | 74   | 100  | 71   | 55   | 59   | 94   | 78   | 49    | 47   | 758   |
| Источник: www.weatherbase.com |       |       |       |      |      |      |      |      |      |      |       |      |       |

## Образование
Школы Кервилла принадлежат Кервиллскому независимому школьному округу (англ. Kerrville Independent School District).
В Кервилле находится Университет Шрайнера — частный университет с четырёхлетним обучением, основанный в 1923 году капитаном Чарльзом Шрайнером.

## Транспорт
- Автомобильное сообщение
  - Основные автомобильные дороги, пересекающие Кервилл или проходящие вблизи него:
    -  Межштатная автомагистраль I-10 проходит через северную оконечность Кервилла с северо-запада (со стороны Джанкшен) на юго-восток, в сторону Сан-Антонио.
    -  Шоссе 16 штата Техас (англ. State Highway 16) подходит к Кервиллу с северо-востока (со стороны Фредериксберга), продолжается на юго-запад, а затем загибается на восток, в сторону Бандеры.
    -  Шоссе 27 штата Техас (англ. State Highway 27) подходит к Кервиллу с юго-востока (со стороны Комфорта[англ.]) и продолжается на северо-запад, сливаясь с межштатной автомагистралью I-10.
    -  Шоссе 173 штата Техас (англ. State Highway 173) отходит от Кервилла в южном направлении, в сторону Бандеры.

## Фотогалерея
|  |  |  |  |